# 基督教宣道會宣基小學（坪石）
基督教宣道會宣基小學（坪石）（英語：C&MA Sun Kei Primary School (Ping Shek)），為香港一所已停辦的有時限津貼小學，位於牛池灣坪石邨，2015年創立，至2024年停辦。

## 歷史
因觀塘區暫缺學額於2015/16學年升至1,100個，政府於2014年推出該區兩座空置「火柴盒」小學校舍，以供辦學團體開設只辦學9年的「有時限小學」。由於交通較另一校舍為佳，基督教宣道會香港區聯會僅申請坪石邨的空置校舍，隨後獲批，並於2015年9月正式開辦。
由於同區另一校網內的秀茂坪安達邨2016年建成，此校曾於2017年一度錄取超過300名小一學生，以滿足該等發展區學額需求；然而，當局派位做法備受家長批評。
隨著整體學童人口回落，此校依期於2019年起停收小一，至2024年暑假停辦。

## 校舍
此校為一所早期設計「火柴盒」小學，於1969年落成，內部面積為3,122平方米，設24間課室及少量特別室。校舍東北面曾於2002-04年間，透過「學校改善計劃」加設新翼。
隨著此校於2024年停辦，駐守此校的「宣道會基石堂」曾向政府申請，在結校後使用整座校舍作堂址。然而，按照最新計劃，此校舍現已騰空，以作未來應急之用。

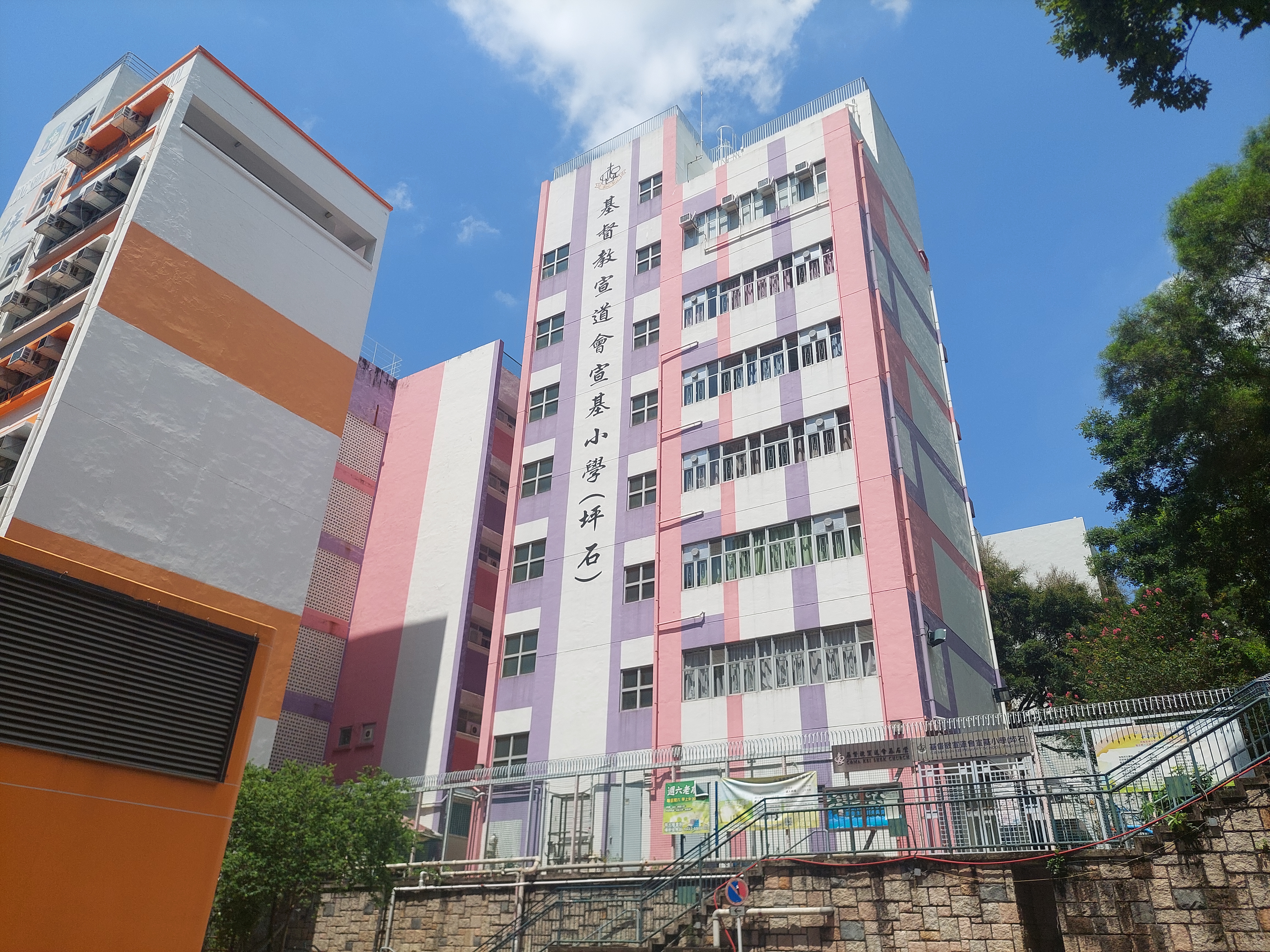

## 歷屆行政人員

### 校監
- 張觀運 牧師（2015年-2017年，創校校監）[10]
- 楊永傑 先生（2017年-？）[11]
- 蘇國生 博士（？-2024年，末任校監）[1]

### 校長
- 區詠恩 女士（2015年[12]-2024年，唯一一任校長；結校後轉任上水宣道小學校長）

## 註解
1. 1 2  為2023/24年度數字
2. ↑  原為五邑甄球學校校舍，於2007年被明令殺校。及後，校舍曾用作多間學校的臨時校舍。

## 外部連結
- 基督教宣道會宣基小學（坪石）官方網頁 （页面存档备份，存于）